# Daniel Paul Schreber
Daniel Paul Schreber (25 de julio de 1842, Leipzig, Alemania-14 de abril de 1911) fue un jurista (presidente de la Corte de Apelaciones de Dresde) y escritor alemán. Se le conoce principalmente por la descripción de sus propios delirios psicóticos (en su época denominados, en conjunto, dementia praecox, ahora esquizofrenia paranoide), en su autobiografía Memorias de un enfermo de nervios.[cita requerida]
Sus memorias se convirtieron en un libro influyente en la historia de la psiquiatría y el psicoanálisis, gracias a la interpretación que de ellas hizo Sigmund Freud.[cita requerida]

## Datos biográficos
Hijo del médico ortopedista Daniel Gottlob Moritz Schreber, Daniel Paul fue el tercero de cinco hijos. Emprendió con éxito una carrera en el poder judicial. En 1884, luego de un fracaso en las elecciones para el Parlamento (Reichstag), sufrió un episodio de hipocondría, con un intento de suicidio.[cita requerida]
En octubre de 1893, fue nombrado presidente de la Sala en la Corte de Apelaciones de Dresde. Víctima de insomnio, que atribuyó al exceso de trabajo, fue enviado pronto a un asilo psiquiátrico, en Sonnenstein. Meses más tarde, fue apartado de sus funciones y puesto bajo tutela especializada. En 1900, luego de un juicio en el que convenció a las autoridades de su salud, logró ser dado de alta y publicó sus memorias, donde expuso de manera detallada sus delirios, en los cuales cree que es perseguido porque su nervios atraen a Dios, quien por ello desea convertirlo en mujer. Aduce, en una carta abierta (marzo de 1903), que su médico psiquiatra, el doctor Paul Flechsig, pretende hipnotizarlo para controlarlo. Sigmund Freud, Jacques Lacan, Elias Canetti, Gilles Deleuze y Félix Guattari, entre muchos otros, se interesaron inicialmente en su caso, y lo convirtieron en uno de los más famosos ejemplos de fascinación por el caso de un enfermo mental.

## Experiencias
Schreber fue un juez exitoso y altamente respetado hasta su mediana edad, cuando se produjo la aparición de su psicosis. Se despertó una mañana con la idea de que sería agradable "sucumbir" a las relaciones sexuales como una mujer. Se alarmó y sintió que este pensamiento había venido de algún otro lugar, no de sí mismo. Incluso la hipótesis de que el pensamiento había venido de un médico que había experimentado con la hipnosis en él lo hizo creer que el médico había invadido telepáticamente su mente. Creía que su psiquiatra principal, el profesor Paul Flechsig, tenía contacto con él usando un "lenguaje nervioso" del que Schreber dijo que los humanos no son conscientes. Él creía que cientos de almas de las personas se interesaban por él y se ponían en contacto con sus nervios usando "rayos divinos", diciéndole información especial o pidiéndole cosas. Durante una de sus estancias en el asilo de Sonnenstein, llegó a la conclusión de que hay "hombres fugaces e improvisados" en el mundo, que él creía eran almas que temporalmente residían en un cuerpo humano, por medio de un milagro divino.
A medida que progresaba su psicosis, creía que Dios lo estaba convirtiendo en una mujer, enviando rayos para que le hicieran "milagros", incluyendo hombres pequeños para torturarlo. Schreber fue liberado de los hospitales psiquiátricos alrededor de 1902, después de la publicación de su libro. Reasumió sus actividades privadas, que condujo muy bien hasta 1907, cuando su madre murió. Luego pasó por una hospitalización final. Murió en 1911, en un asilo.
Aunque el libro de Schreber se hizo famoso debido a su valor como una memoria psicológica, la razón por la que Schreber escribió el libro no fue por razones de psicología. El propósito de Schreber se expresó en su subtítulo (que no se tradujo como parte de la edición inglesa, sino que se reproduce plenamente en su interior): "¿En qué circunstancia puede una persona considerada loca ser detenida en un asilo contra su voluntad declarada?" Schreber, un jurista consumado, escribió estas memorias para plantear una cuestión legal: a saber, hasta qué punto es legítimo mantener a alguien como él en un asilo cuando declara expresamente que desea su libertad.[cita requerida]

## La interpretación de Freud y sus críticas
Aunque Freud nunca entrevistó al propio Schreber, leyó sus Memorias, y sacó sus propias conclusiones. Freud pensaba que los disturbios de Schreber eran resultado de deseos homosexuales reprimidos, que en la infancia estaban orientados hacia su padre y su hermano. Los impulsos internos reprimidos se proyectaron hacia el mundo exterior y condujeron a alucinaciones intensas que se centraron primero en su médico, el doctor Flechsig (proyección de sus sentimientos hacia el hermano), y luego alrededor de Dios (quien representó al padre de Schreber, Daniel Gottlob Moritz Schreber). Durante la primera fase de su enfermedad, Schreber estaba seguro de que el doctor Flechsig lo perseguía y hacía intentos directos de asesinar su alma y convertirlo en una mujer (tenía lo que Freud pensaba ser alucinaciones de emasculación, que de hecho, según las palabras de Schreber Experiencia de "castración" (Entmannung). En el siguiente período de dolencia estaba convencido de que Dios y el orden de las cosas le exigían que él se convirtiera en una mujer para que pudiera ser el único objeto del deseo sexual de Dios. La consideración del caso de Schreber llevó a Freud a revisar la clasificación recibida de los trastornos mentales. Sostuvo que la diferencia entre la paranoia y la demencia praecox no es del todo clara, ya que los síntomas de ambas dolencias pueden combinarse en cualquier proporción, como en el caso de Schreber. Por lo tanto, concluyó Freud, puede ser necesario introducir una nueva noción diagnóstica: la demencia paranoide, que hace justicia a los trastornos mentales polimorfos como los exhibidos por el juez.
La interpretación de Freud ha sido cuestionada por varios teóricos subsecuentes, sobre todo Gilles Deleuze y Félix Guattari en su obra Anti-Edipo y en otros lugares. Su lectura de las Memorias de Schreber es parte de su crítica más amplia de la orientación familiar del psicoanálisis y pone en primer plano la construcción esquizofrénica de la realidad desde los elementos políticos y raciales del texto; ellos ven, en la experiencia escrita de Schreber,   la experiencia del poder procesal del capitalismo tardío. Elías Canetti también dedicó los capítulos finales de su obra teórica Masa y poder, a una lectura de Schreber. Por último, el Seminario de Jacques Lacan sobre las psicosis y uno de sus escritos, De una cuestión preliminar a todo tratamiento posible de la psicosis, se ocupan principalmente de leer y evaluar el texto de Schreber contra la interpretación original y originaria de Freud.

## Interpretación de Schatzman
En 1974, Morton Schatzman publicó Soul Murder, en el que dio su propia interpretación de la psicosis de Schreber. La interpretación de Schatzman se basó a su vez en la investigación de WG Niederland a partir de los años 50, (Niederland había trabajado previamente con los supervivientes de los campos de concentración nazis). Schatzman había encontrado panfletos de crianza de niños escritos por Moritz Schreber, padre de Daniel Schreber, que enfatizaba la necesidad de domesticar a la bestia salvaje rebelde en el niño y convertirlo en un ciudadano productivo. Muchas de las técnicas recomendadas por Moritz Schreber se reflejaron en las experiencias psicóticas de Daniel Schreber. Por ejemplo, uno de los "milagros" descritos por Daniel Schreber fue el de la compresión torácica, de apretar y apretar. Esto puede ser visto como análogo a una de las técnicas de Moritz Schreber de un artilugio elaborado que confinó el cuerpo del niño, forzándolo a tener una postura "correcta" en la mesa. Del mismo modo, el "milagro de la congelación" podría reflejar la recomendación de Moritz Schreber de colocar al bebé en un baño de cubos de hielo a partir de los 3 meses de edad. El hermano mayor de Daniel Paul Schreber, Daniel Gustav Schreber, se suicidó en sus treinta. Hans Israels argumentó en contra de las interpretaciones de Niederland y Schatzman, alegando que el padre de Schreber había sido injustamente criticado en la literatura. [cita requerida]

## Interpretación de Lothane
Más recientemente, Henry Zvi Lothane argumentó en contra de las interpretaciones de Niederland y Schatzman en su libro En defensa de Schreber. Asesinato del Alma y Psiquiatría. La investigación de Lothane Schreber incluyó el estudio de los expedientes archivísticos referentes a la relación entre Schreber y las otras personas significativas en su vida, incluyendo a su esposa y sus doctores. Según Lothane, la literatura existente sobre Schreber: (1) deja huecos sustanciales en los registros históricos que una investigación archivística cuidadosa podría en cierto modo llenar; (2) deja fuera las relaciones psicoanalíticamente significativas, como la que existe entre Schreber y su esposa y (3) exagera los elementos supuestamente sádicos en las técnicas de crianza de los hijos de Schreber. La interpretación de Lothane de Schreber también difiere de textos anteriores en la que era considerado un pensador que vale la pena.

## En la cultura popular
- Schreber es el narrador en primera persona de la novela Lekmannen (en inglés, The Layman, 2013), del escritor sueco Fabian Kastner.
- El primer libro (y única novela, hasta la fecha) de Roberto Calasso, L'impuro folle, es acerca de Schreber.
- En la película de 2006 Memoirs of My Nervous Illness, dirigida por Julian Hobbs y basada en los diarios homónimos de 1903 de Schreber, este es interpretado por Jefferson Mays.[6]
- En la película de 1998 Dark City, dirigida por Alex Proyas, aparece un personaje con el nombre de "Dr. Daniel Schreber", interpretado por Kiefer Sutherland.
- El docudrama de 2011 Shock Head Soul, dirigido por Simon Pummell, aborda los problemas mentales de Schreber.
- En The Magic Circle: A Novel, novela de Jenny Davidson de 2013, el personaje Lucy utiliza Memoirs of My Nervous Illness como texto para su seminario "Locura y literatura".
- La canción "Dementia Praecox", la número catorce y última del álbum White Deer Park (2014), de la banda de rock australiana Papa vs Pretty, es acerca de Daniel Paul Schreber.